# Mihály Vörösmarty
Mihály Vörösmarty (n. 1 decembrie 1800 - d. 19 noiembrie 1855) a fost un scriitor romantic maghiar.